# Clari
Clari es una ópera semiseria en tres actos con música de Jacques Fromental Halévy y libreto en italiano de Pietro Giannone. Se estrenó en el Théâtre-Italien de París el 9 de diciembre de 1828 con María Malibrán en el rol titular.
La Malibrán había oído en Londres en 1823 una ópera de H.R. Bishop sobre el mismo tema y pidió a Jacques Fromental Halévy, répétiteur en el Théâtre Italien, que compusiera una ópera. La crítica fue muy elogiosa, la música sorprendió por su estilo italiano, ligero y muy diferente a la pompa de la grand opéra. 
Esta ópera rara vez se representa en la actualidad; en las estadísticas de Operabase Archivado el 14 de mayo de 2017 en Wayback Machine. aparece con dos representaciones en el período 2005-2010, siendo la segunda de Halévy. En mayo de 2008 Clari fue representada en el Teatro de ópera de Zúrich con Cecilia Bartoli en el rol titular y el tenor John Osborn en el de duque.

## Discografía
- Cecilia Bartoli.La cavatine de Clari extraída del acto I Come dolce a me favelli, en Disque DECCA (2007).Maria Cecilia Bartoli